# Usedlost čp. 146 (Jeníkovice)
Usedlost čp. 146 je klasicistní venkovské stavení v Jeníkovicích u Hradce Králové.

## Popis
Z rozsáhlejší usedlosti zahrnující i hospodářské budovy bylo kulturní památkou prohlášeno v roce 2002 obytné stavení v severní části pozemku.
Jedná se o stavení se sedlovou střechou, štítem orientované do návsi. Nápadná je zejména klasicistní štuková výzdoba průčelí. Osmitabulková segmetová okna jsou vsazena v profilovaných šambránách. Po stranách průčelí jsou kvádrované lizény, přízemí je završeno bohatě profilovanou římsou, ve štítu je pak trojice pilastrů spojených nahoře římsou, ve cviklech se nacházejí složité rozety a ornamenty. Ostatní fasády jsou zdobeny méně výrazně, zadní opuková stěna je zcela neomítnutá a její štít je cihelný.